# Phù Dư (nước)
Buyeo (Bu-Ô) hay Phù Dư là một vương quốc cổ của người Triều Tiên tồn tại từ thế kỷ 2 trước công nguyên đến năm 494 ở miền Bắc bán đảo Triều Tiên và miền Nam Mãn Châu ngày nay. Năm 86 TCN, Dongbuyeo (Đông Phù Dư) được tách riêng ra khỏi Buyeo. Trước đó Buyeo cũ được gọi là Bukbuyeo (Bắc Phù Dư), và được đổi thành Jolbon.
Baekje vào năm 538 tự đổi tên thành Nambuyeo (Nam Phù Dư).

## Dân cư
Vào khoảng năm 238 TCN đến năm 494 CN, người Phù Dư này đã xây dựng được những nhà nước của mình ở vùng Mãn Châu. Nước này rộng khoảng 2 ngàn dặm (mỗi dặm thời Tam Quốc khoảng 450 m), ở phía Bắc Vạn Lý Trường Thành, giáp với Cao Câu Ly ở phía Nam, Tiên Ti ở phía Tây, Ấp Lâu ở phía Đông.
Theo sử liệu Trung Quốc, người Phù Dư là dân tộc du mục, tính cách hòa bình, chân thành, thích ca múa uống rượu. Nước của người Phù Dư nằm trong quận Huyền Thố (Hyeon-To) thời Tiền Hán. Đến thời Tam Quốc thì thuộc khu vực cai trị của họ Công Tôn (Liêu Đông). Nước này sau đó bị người Tiên Ti tấn công, rồi bị diệt vong bởi tay người Vật Cát. Tuy nhiên, Bắc Phù Dư với tên gọi Đậu Mạc Lâu Quốc vẫn còn tồn tại đến tận thời Đường. Theo Nguỵ thư, tiếng của người Đậu Mạc Lâu Quốc không giống tiếng của người Vật Cát, mà giống tiếng của người Khiết Đan.
Nếu xét tộc người Phù Dư theo nghĩa rộng bao gồm cả người Ốc Trở, Uế, Cao Câu Ly, thì lãnh địa của người Phù Dư không chỉ giới hạn ở Mãn Châu mà còn vươn tới vùng Tây Bắc bán đảo Triều Tiên. Bách Tế cũng có thể là một quốc gia của người Phù Dư. Năm 538, Bách Tế sau khi dời đô đã đổi quốc hiệu thành Nam Phù Dư. Các vua của Bách Tế cũng mang họ của người Phù Dư.